# Wiejkowo
Wiejkowo (niem. Groß Weckow) – wieś w Polsce położona w województwie zachodniopomorskim, w powiecie kamieńskim, w gminie Wolin.
Z miejscowości tej pochodzi cukiernik Paweł Małecki, mieszkał tam do 24 roku życia. W Wiejkowie w latach pracował w miejscowej szkole w latach  1882–1889 niemiecki pedagog i spółdzielca Karl Sparr

## Historia
Wiejkowo, będące lennem Güntersbergów od roku 1299 nosiło nazwy Weykow Teutonicum lub Slavico Weykow. W 1717 roku Eccard Henning von Güntersberg sprzedał część majątku Wiejkowo B i Siniechowo B majorowi Wilhelmowi Friederichowi von Flemming. Większy majątek, tzw. Wiejkowo A, przeszedł na najmłodszego syna, porucznika Friedricha Sigismunda von Güntersberga. Po jego śmierci w 1751 roku majątek odziedziczył starszy brat, Ernst George von Güntersberg, który wykupił również majątki będące w rękach von Flemming – Wiejkowo B i Siniechowo B. W 1753 roku część majątku została wydzierżawiona majorowi Erdmannowi Joachimowi von Paulsdorf, a Siniechowo B otrzymało zastaw od Wilhelma Sigismunda von Flemming. Po śmierci Ernsta Georga Daniela Philippa von Güntersberg w 1762 lub 1763 roku, ostatniego lennika dóbr wiejkowskich z tego rodu, panujący nadał lenno swojemu adiutantowi, majorowi Wilhelmowi Friedrichowi Carlowi hrabiemu von Schwerin. Po proteście wdowy, Amalii Sophii z domu von Kleist (1724–1783), majątek przeszedł na nią i jej cztery córki: Barbarę Benignę Julianę Sophię (1753–1826), Catharinę Charlottę Amalię (1758–1802), Ernestinę Brigitte i Karolinę Hypolitę Sabinę. Barbara Benigna Juliana Sophia i Catharina Charlotta Amalia wyszły za mąż za braci von Below. Majątek przypadł starszej z sióstr, Barbarze Benignie, zamężnej za Nicolausem Friedrichem von Below (1750–1816), z którym miała pięciu synów, z których dwóch przeżyło: Carla Heinricha (1781–1821) i Ernsta Friedricha Wilhelma Johanna (1783–1816). Barbara Benigna posiadała majątek do swojej śmierci. Od 1828 roku majątek był w rękach Carla Christiana Philippa von Berg (+1842), syna majora Philippa Johanna Georga. Carl Christian był żonaty z Christine von Owstin. Po jego śmierci majątek odziedziczyła córka, Alexandrine von Berg (1813–1859), zamężna za Friedrichem Wilhelmem Albertem von Plötz (1803–1876). W ten sposób dobra przeszły w ręce rodu von Plötz. Za czasów Alberta von Ploetza, który nabył Wiejkowo w 1833 roku, a był drugim starostą kamieńskim w latach 1844–1848, wybudowano w roku 1842, 1946 lub 1847 roku neorenesansowy pałac. Z rodu von Plötz wymienieni byli m.in. Paul von Plötz (1839–1915) i Albrecht von Plötz (1872–1945). Rodzina von Plötz posiadała majątek do 1945 roku. W latach 1975–1998 miejscowość administracyjnie należała do województwa szczecińskiego. Po wojnie teren użytkowany był przez Państwowy Fundusz Ziemi, a od 1958 roku administrowany przez PGR.  

## Zabytki
- zespół pałacowy, 2 poł. XIX, nr rej.: A-699z 17.12.1980 i z 20.12.1996.
  - ruina pałacu wybudowanego w 1864 w stylu włoskim, posiada dwa ryzality, centralny i boczny[5]
  - park z 1846
- kościół neogotycki z poł. XIX w.

## Pałac
Pałac w Wiejkowie wybudowano w latach 1846-1847 w stylu neorenesansowym, w typie willi włoskiej, na miejscu dawnego ryglowego dworu. Powstał za czasów Alberta von Ploetza, który nabył Wiejkowo w 1833 roku. Był on drugim starostą kamieńskim w latach 1844-1848. Pałac był dwupiętrowym budynkiem z bocznymi skrzydłami, kaplicą oraz wysoką wieżą z widokiem na Wyspę Wolin, otoczonym parkiem sięgającym do brzegu jeziora Ostrowo. Na szczytowej ścianie nad głównym wejściem znajdował się napis "Soli Deo gloria" (Bogu Jedynemu chwała) w trójkątnym obramowaniu. W obrębie zamku znajdował się także dom pasterza oraz budynki dla pracowników owczarni.
Pod koniec XIX wieku pałac został rozbudowany. Do 1945 roku pozostawał własnością rodziny von Plötz. Po II wojnie światowej teren pałacu użytkowany był przez Państwowy Fundusz Ziemi, a od 1958 roku administrowany przez PGR. W pałacu mieściły się biura oraz mieszkania dla pracowników PGR. Po 1988 roku pałac został opuszczony i stopniowo popadał w ruinę. Od 1993 roku znajduje się w rękach prywatnych.